# Apiocera mulegeae
Apiocera mulegeae är en tvåvingeart som beskrevs av Mont A. Cazier 1985. Apiocera mulegeae ingår i släktet Apiocera och familjen Apioceridae. Inga underarter finns listade i Catalogue of Life.